# Marco Aurelio Arango Arango
Marco Aurelio Arango Arango (Medellín, 23 de noviembre de 1905 - Medellín, 27 de enero de 1986) fue un ingeniero y político colombiano, que se desempeñó como Ministro de Agricultura y Comercio, de Economía Nacional y de Obras Públicas.

## Biografía
Nació en Medellín, capital del Departamento de Antioquia, en noviembre de 1905, siendo sus padres María Arango Mejía y el ministro de Guerra José Manuel Arango Velásquez. Sus hermanos fueron Emilio (Rector de la Universidad Javeriana), Luis Ángel (Gerente del Banco de la República) y Francisco Antonio.
Realizó sus estudios secundarios en el Colegio San José y se graduó como Ingeniero civil de la Escuela Nacional de Minas, habiéndose especializado en Calzadas y Puentes en la Universidad de París. De regreso en Colombia, trabajó para la Alcaldía de Medellín y el Ferrocarril de Antioquia.
Miembro del Partido Liberal, fue Secretario de Hacienda de Antioquia en 1934, durante la administración del Gobernador Julián Uribe Gaviria, antes de pasar a ocupar un escaño por Antioquia en la Cámara de Representantes, entre 1937 y 1938. Se desempeñó como Ministro de Agricultura y Comercio durante el final del primer gobierno de Alfonso López Pumarejo, en 1938, y durante el gobierno de Eduardo Santos Montejo se desempeñó como Ministro de Economía Nacional, entre 1941 y 1942. De regreso López en la presidencia, lo nombró Ministro de Obras Públicas, ocupando tal posición entre septiembre de 1942 y octubre de 1943.
Fue presidente de la Empresa Colombiana de Petróleos (Ecopetrol) entre 1957 y 1962, durante las administraciones de la Junta Militar de Colombia y el gobierno de Alberto Lleras Camargo.Así mismo, ocupó cargos ejecutivos en la Flota Mercante Grancolombiana y en Acerías Paz del Río.
Falleció en Medellín en enero de 1986.